# ساعة ذات تحكم موجي

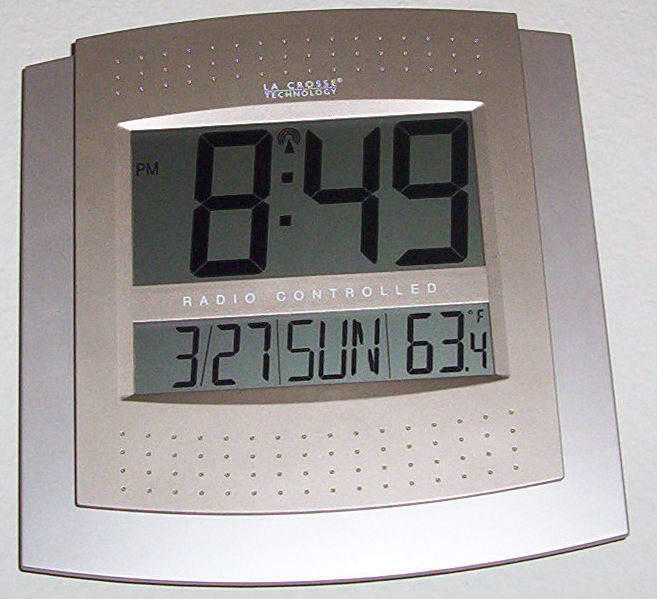
ساعة ذات تحكم موجي منخفص

ساعة ذات تحكم موجي هي ساعة تزامن الوقت تلقائياً بواسطة رمز زمني يُرسل بواسطة جهاز إرسال موجات متصل بمعيار زمني كالساعة الذرية. قد تتزامن الساعة مع الوقت بواسطة جهاز إرسال موجات فردي، مثل الكثير من الأجهزة الوطنية أو الإقليمية، أو باستخدام أجهزة إرسال متعددة كنظام التموضع العالمي. قد تستخدم هذه الأنظمة لضبط الوقت تلقائياً لأي هدف عندما تكون هنالك حاجة لوقت دقيق.
واحدة من الأساليب الشائعة في الساعات ذات التحكم الموجي هي استخدام رموز زمنية مرسلة بواسطة جهاز إرسال أرضي ذو موجة منخفضة مخصص، حيث يقوم بإرسال رمز زمني ويمكن للساعة ذات التحكم الموجي تفسير هذا الرمز وعرضه، وحيث تحتوي الساعة على متذبذب زمني دقيق للحفاظ على ضبط الوقت بالصحة المناسبة إذا لم تكن الإشارات الموجية متاحة. الأنظمة التي تستخدم محطات الإشارات الوقتية يمكنها تحقيق دقة تصل حتى بضع عشرات من مل ثوان.
أجهزة تحديد المواقع أيضاً يمكنها عرض الوقت بشكل دقيق باستخدام رموز وقتية من الأقمار الصناعية. أجهزة تحديد الموقع ذات الاستخدام العام أو التجاري قد يحمل تأخر يصل إلى ثانية واحدة بين الوقت المحسوب داخلياً، والمعروض على الشاشة.